# 세계농업기술인협회
세계농업기술인협회는 각 회원이 개발한 새로운 농업기술 상호교류. 선도농업기법연구 및 개발을 위하여 벤처농업인 육성. 농민과 소비자를 위한 이벤트, 유통사업. 농업기술발전을 위한 건전한 정책건의 등을 목적으로 2006년 5월 26일 설립된 대한민국 농림수산식품부 소관의 사단법인이다. 사무실은 서울특별시 용산구 한강로3가 63-1, 세계일보 경영지원실 내에 있다.

## 주요 사업
- 각 회원이 개발한 새로운 농업기술 상호교류
- 선도농업기법연구 및 개발을 위하여 벤처농업인 육성
- 농민과 소비자를 위한 이벤트, 유통사업
- 농업기술발전을 위한 건전한 정책건의
- 각종 농업자료제작, 출판
- 교육 및 연구발표
- 국제교류와 해외연수
- 기타 본회의 목적을 달성하기 위한 사업

## 같이 보기
- 세계농업기술상